# 울산쇠부리소리
울산쇠부리소리는 울산광역시 북구 송정동에서 행해지는, 쇠부리 불매소리, 쇠부리 금줄소리, 애기 어르는 소리, 성냥간 불매소리로 구성된 전국 유일의 풍철을 기원하는 노동요이다.
2019년 12월 26일 울산광역시의 무형문화재 제7호로 지정되었다.

## 지정 사유
울산쇠부리소리는 쇠부리 불매소리, 쇠부리 금줄소리, 애기 어르는 소리, 성냥간 불매소리로 구성된 전국 유일의 풍철을 기원하는 노동요로 전승 및 보존가치가 높아 울산광역시 무형문화재로 종목 지정을 고시한다.
아울러 울산쇠부리소리보존회는 전승의지 및 전승환경이 우수하며, 활발한 전승활동으로 울산쇠부리소리 보유단체로 인정 고시한다.

## 보유 단체
| 지정번호 | 종목명칭       | 보유단체             | 대표자                  | 설립연월일 | 주소                  | 인정일자   |
| -------- | -------------- | -------------------- | ----------------------- | ---------- | --------------------- | ---------- |
| 제7호    | 울산쇠부리소리 | 울산쇠부리소리보존회 | 이태우 (남, 1953.3.25.) | 2005.9.10  | 울산 북구 산업로 1104 | 2019.12.26 |

## 같이 보기
- 쇠부리

## 참고 문헌
- 울산쇠부리소리 - 국가유산청 국가유산포털